# Bitwa pod Schio
Bitwa pod Schio (znana także jako bitwa pod La Motta lub bitwa pod Creazzo) – starcie zbrojne, które miało miejsce 7 października 1513 roku podczas wojny włoskiej (1510–1514), znanej pod nazwą wojna Ligi Świętej.
Bitwa została stoczona pomiędzy armią wenecką (10 000 piechoty, 3 000 jazdy, w tym 1 500 lekkiej kawalerii w której skład wchodziło 1 000 tzw. stradiotti, czyli lekkiej jazdy chorwackiej oraz 24 działa) dowodzoną przez Bartolomeo d’Alviano a armią hiszpańską (7 000 piechoty, 1 000 ciężkiej jazdy w skład której wchodziło 150 jazdy niemieckiej oraz nieznana ilość jazdy lekkiej) na której czele stali Ramon de Cardona i Prospero Colonna. Wenecjanie usiłowali przeszkodzić Hiszpanom w ich odwrocie z prowincji Veneto. Doszło do bitwy w okolicach miejscowości Schio, Creazzo i La Motta, na północny zachód od Vicenzy, gdzie armia wenecka została pobita i rozproszona, tracąc przy tym 4 000 piechurów i 400 jeźdźców. Straty armii hiszpańskiej nieznane.